# Sankta Birgittas kapell, Göteborg
Sankta Birgittas kapell är en kyrkobyggnad som tillhör Carl Johans församling i Göteborgs stift. Den ligger i Klippan i stadsdelen Majorna i Göteborgs kommun. Den är en av stiftets populäraste bröllopskyrkor.

## Bakgrund
Kyrkplatsen är berget Skinnareklippan, som även givit namn åt området. Kapellet uppfördes av David Carnegie d.y. för de som bodde och arbetade vid Carnegiebruken. Byggnaden hade som förebild det kapell som stod i Carnegies hemby Balquhidder i Skottland. Både det skotska kapellet och Sankta Birgittas kapell i Klippan är namngivna efter det irländsk-skotska helgonet Brigid av Kildare.

## Byggnaden
Kapellet uppfördes, under ledning av bruksbyggmästaren Daniel Gabrielsson, 1856−1857 och invigdes den 1 juni 1857. Förlagan i Skottland hade invigts 1855. Arkitekten Adolf W. Edelsvärd hade tillgång till de skotska byggnadsritningarna i engelsk gotik.
Carnegie ville att kyrkan skulle överensstämma med de medeltida småkyrkor, som fanns i Skottland. Han lät enligt samma förebilder, återuppbygga en nedbrunnen kyrka i sin hemort Balquhidder. Under vintern 1856 presenterade Edelsvärd sitt första utkast, en enkel nygotisk byggnad med spetsbågiga fönster, utan den klockryttare som senare tillkom på den västra gaveln. Viktor Rydberg menade, att kyrkans inredning stämde väl med byggnadsstilen i övrigt och skrev att kyrkans "yttre förenar med osmyckad enkelhet rena och behagliga former".
Tomtmarken på 3 937 kvadratalnar köpte Carnegie av Göteborgs stad år 1856. Byggkostnaden var 30 000 eller 25 000 riksdaler och kapellet var 96 fot långt och 36 fot brett samt rymde 400 personer. Kapellet fick fasader av rött fogstruket tegel med detaljer av gul "klinkert" på en fotmur av granit. Taket täcktes med skiffer. Öppna, spetsbågiga trätakstolar höll upp kyrkorummets dubbla spåntade tak. Väggarna blev ljust finputsade och golvet lades med breda träplank. Carnegie höll noggrann uppsikt över bygget och var mycket uppmärksam på kostnaderna. Från Skottland skrev han i ett brev till Edelsvärd: "/.../ jag är rätt ledsen att jag får icke nöjet att se Hr. Leutenant härstädes. Herr Watson skrifver mig att han ämnar resa till Hburg nästa fredag med ångbåten från Hull och medtager alla de bestälde kulörta fönstren. Innan Tit beställer de kvarhvarande gips statyer för Klippans kyrka önskar jag få veta huru mycket de skulle kosta med inpackning och frakt lefvererade i Götheborg. Det är stor skada att Tit ej besöker Edinburgh."
Kyrkans förste predikant var Julius Glasell, som samtidigt var bataljonspredikant på det intilliggande Nya Varvet. I mitten av 1870-talet efterträddes han av pastor Edvard Österman. Därefter kom Svante Ekman, som stannade i tre år och blev den siste predikant som avlönades av bruksledningen. Fram till 1892 hade kyrkan egna präster men därefter stod Carl Johans församling för prästerna.
År 1919 överlämnades kapellet, på vissa villkor, till Carl Johans församling för en tid av 25 år, då församlingen tog över större delen av kyrkans bruk och skötsel. Detta förlängdes senare till år 1969. Efter att Göteborgs stad köpt bruksområdet överlämnades kyrkan formellt till församlingen 1974. Den 1 juni 1977 invigdes den friliggande klockstapeln av kontraktsprosten Torvald Pettersson. Vid kapellets västra gavel står ett så kallat Coldinukors, vilket sattes upp av Göta Coldinuorden vid dess 200-årsjubileum 5 april 1968.

### Renoveringar
Kapellet har renoverats och delvis ominretts flera gånger. Konstnären Albert Eldh svarade 1920−1921 för konstnärlig utsmyckning.
En första genomgripande renovering utfördes år 1937, då altaret fick en ny utforning och försågs med en altartavla utförd av göteborgskonstnären Saga Walli. Nya korfönster och sidofönster sattes in, och de gamla korfönstren flyttades över till den västra gaveln. Kapellet fick även ett nytt golv av betong, nya ljuskronor samt utökning av antalet sittplatser. Sakristian, som förut legat bakom altaret, byggdes samman med predikstolen, vilket därmed frigjorde koret.
Vid en restaurering 1957 fick kapellet en läktare och ny sakristia.
En klockstapel tillkom 1977 och 1983–1984 utfördes en större renovering under ledning av arkitekten S H Lundgren. Därvid flyttades Saga Wallis altarmålning till en sidovägg och ersattes av en altarprydnad i form av ett kors, som i form och utförande ansluter till kapellets tidigare utformning. Kapellet återinvigdes i mars 2019 efter en nästan årslång renovering.

## Inventarier
- Målningarna i kyrkan är utförda av Gotthard Werner (1837-1903).
- Altartavla utförd 1937 av Saga Walli, som 1984 flyttades till en sidovägg.
- Ny altarprydnad i form av ett kors tillkom 1984.

### Orgel
En ny orgel från Mårtenssons orgelfabrik installerades 2007. Den är stilmässigt inspirerad av engelska romantiska orglar från 1800-talets slut. Instrumentet har femton stämmor fördelade på två manualer och pedal.

## Bilder

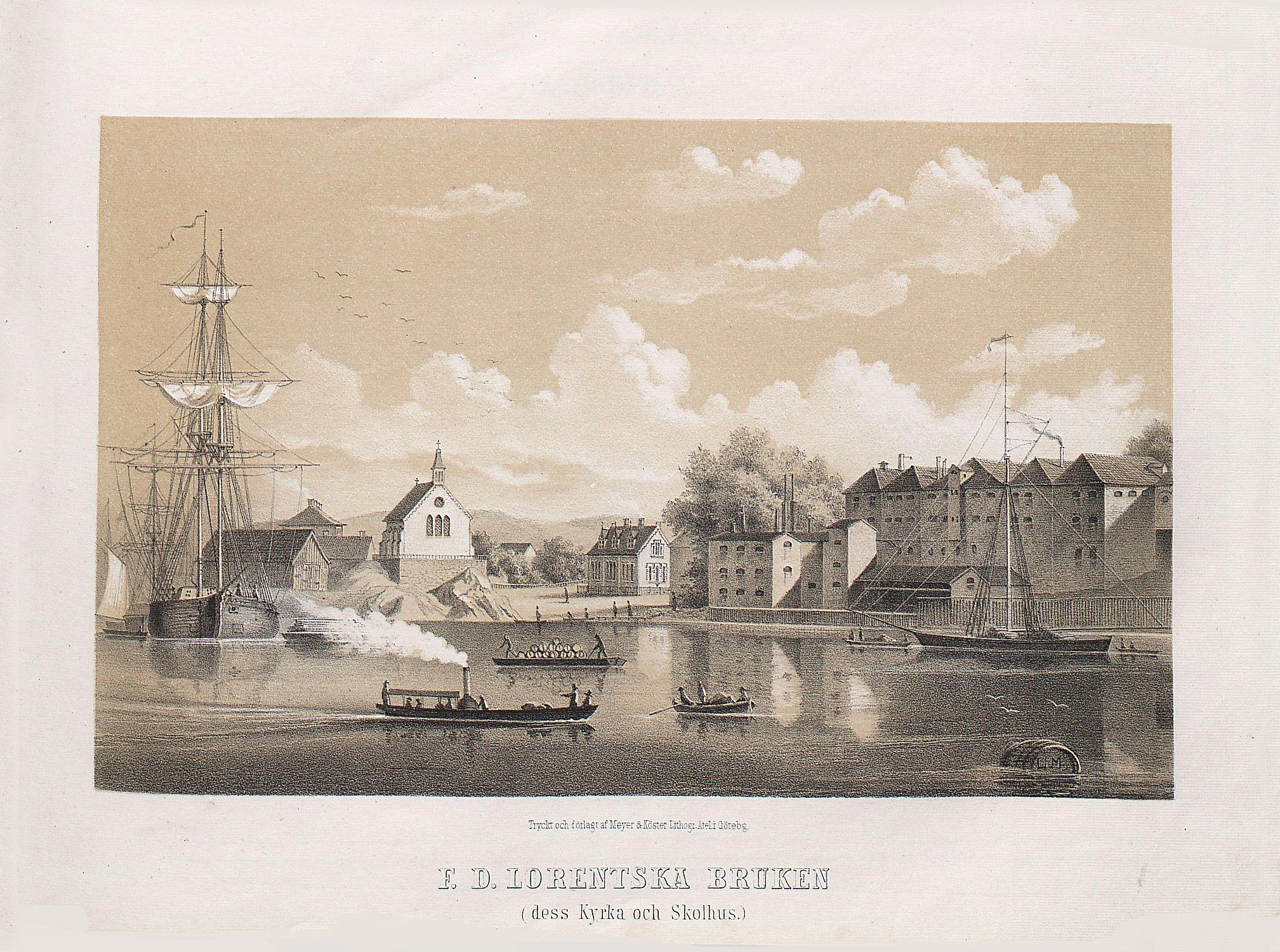
Klippan omkring 1860 med kapellet och de före detta Lorentska bruken.
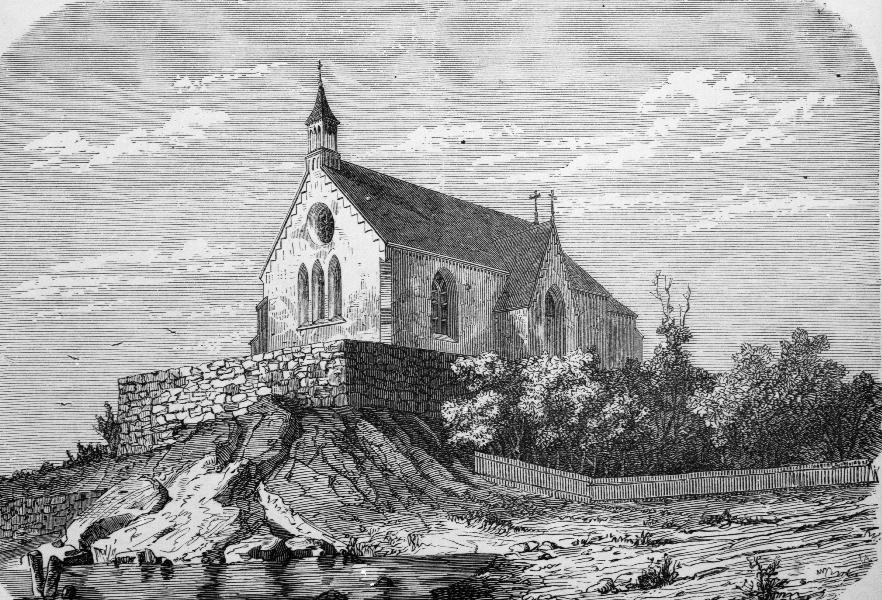
Kapellet på xylografi 1868 efter teckning av O. A. Mankell.
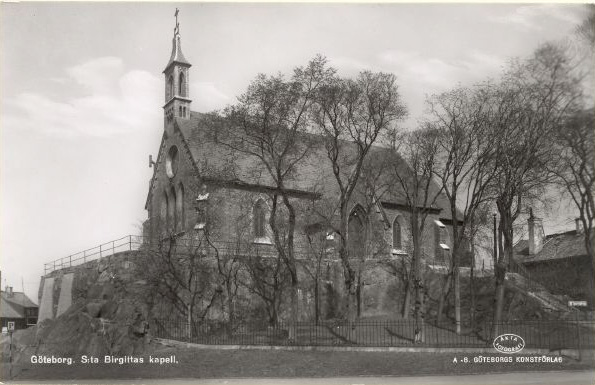
Kapellet på vykort (1940-talet).
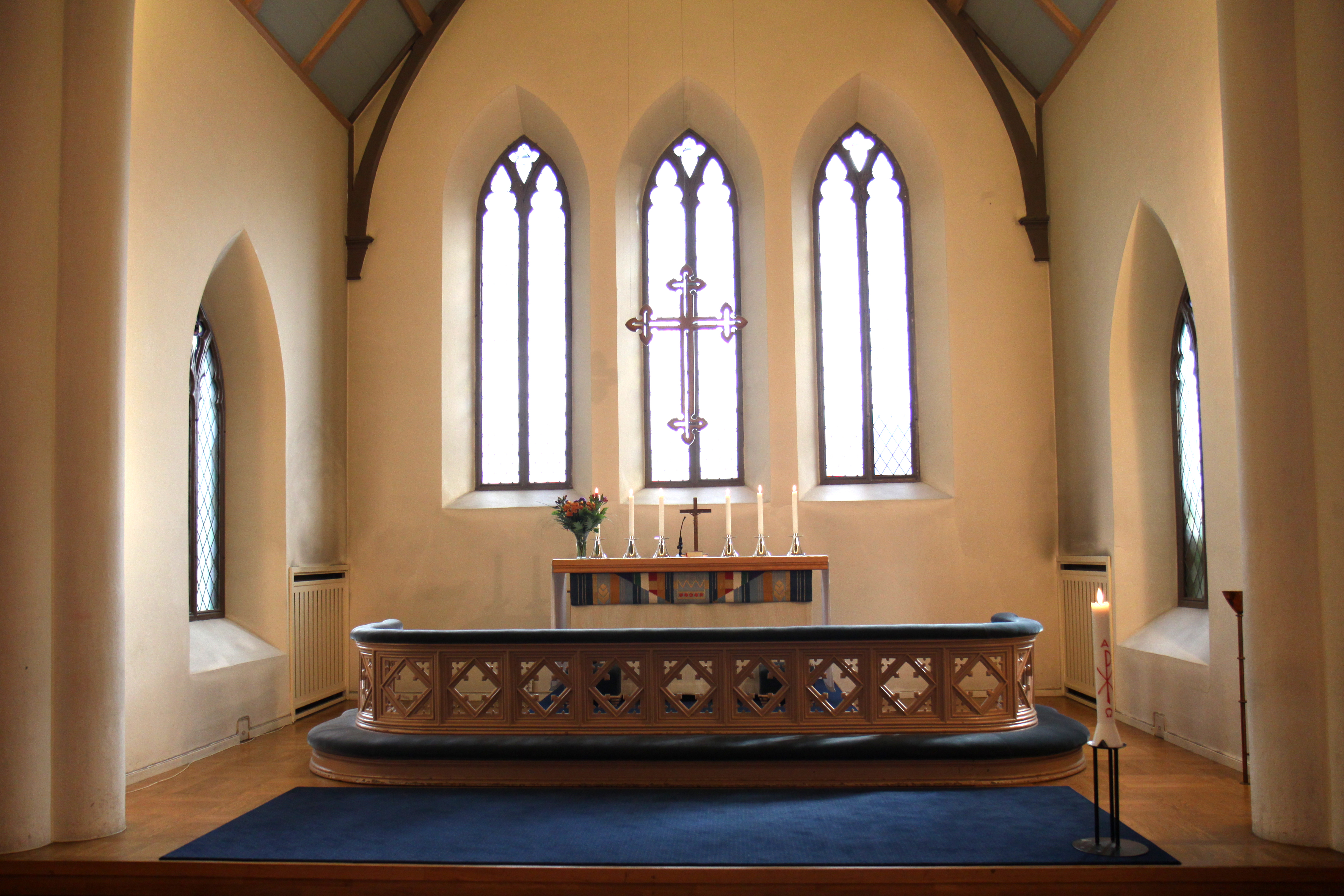
Koret.